# Dzierzbia (rzeka)

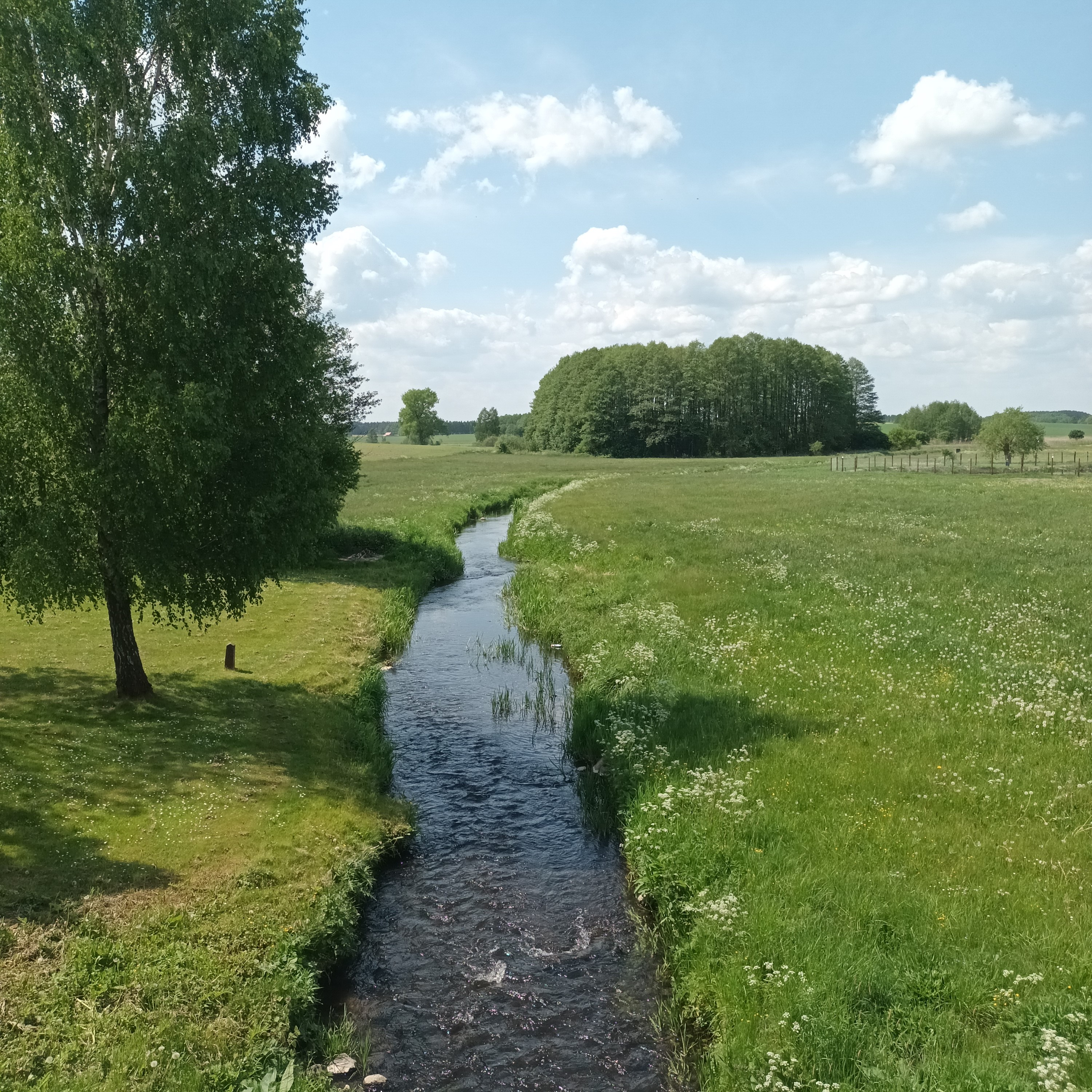

Dzierzbia – rzeka, lewy dopływ Skrody o długości 19,14 km i powierzchni zlewni 108,93 km².
Rzeka płynie głównie na terenie gminy Stawiski. Zasilana jest przez liczne źródła, między innymi przez Rzekę Mogilną. W jej biegu znajduje się rezerwat przyrody „Uroczysko Dzierzbia”.